# Betta balunga
Betta balunga es una especie de actinopterigio perciforme de la familia Osphronemidae endémica de la isla de Borneo. Habita en los arroyos de los bosques y ríos de aguas negras, llegando a medir unos 4.9 cm de largo.